# Třebusice
Obec Třebusice se nachází v okrese Kladno, kraj Středočeský. Rozkládá se asi devět kilometrů severovýchodně od Kladna. Žije zde 490 obyvatel.

## Části obce
- Třebusice
- Holousy (do 31. prosince 2003 součást obce Brandýsek)

## Historie
Za doby římské bylo na území Stehelčevsi významné pohřebiště. První věrohodná písemná zmínka o obci pochází z let 1227 či 1228, kdy se ze dvorců v Třebusicích (Trebusicih) zmiňuje příjem kláštera sv. Jiří na Pražském hradě (Kronika česká Václava Hájka z Libočan sice zmiňuje Třebusice již k roku 882, tento údaj však stejně jako mnohé další, lze pokládat za spisovatelovu smyšlenku).

### Územněsprávní začlenění
Dějiny územněsprávního začleňování zahrnují období od roku 1850 do současnosti. V chronologickém přehledu je uvedena územně administrativní příslušnost obce v roce, kdy ke změně došlo:
- 1850 země česká, kraj Praha, politický i soudní okres Slaný[4]
- 1855 země česká, kraj Praha, soudní okres Slaný[4]
- 1868 země česká, politický i soudní okres Slaný[4]
- 1939 země česká, Oberlandrat Kladno, politický i soudní okres Slaný[5]
- 1942 země česká, Oberlandrat Praha, politický i soudní okres Slaný[6]
- 1945 země česká, správní i soudní okres Slaný[7]
- 1949 Pražský kraj, okres Slaný[8]
- 1960 Středočeský kraj, okres Kladno[9]
- K 1. lednu 2004 došlo k připojení osady Holousy od obce Brandýsek. Důvodem bylo zrušení tradiční přímé spojnice Holousy – Brandýsek při výstavbě dálnice D7 počátkem 80. let 20. století (tehdy pod označením rychlostní silnice R7) a z toho plynoucí zpřetrhání spádovosti. V souvislosti s touto změnou se uskutečnila i nová delimitace katastrů obou obcí, nyní kopírující právě průběh D7.

### Rok 1932
V obci Třebusice (602 obyvatel) byly v roce 1932 evidovány tyto živnosti a obchody: cihelna, holič, 3 hostince, kolář, kovář, krejčí, 2 obuvníci, pekař, 8 rolníků, řezník, 3 obchody se smíšeným zbožím, stavitel, 2 trafiky, 2 truhláři, výroba valch na prádlo.

## Doprava
- Pozemní komunikace – Do obce vedou silnice III. třídy.
- Železnice – Železniční trať ani stanice na území obce nejsou. Nejblíže obci je železniční stanice Brandýsek ve vzdálenosti 3 km ležící na trati 093 z Kralup nad Vltavou do Kladna.
- Veřejná doprava 2011 – V obci zastavovaly v pracovních dnech autobusové linky jedoucí do těchto cílů: Kladno, Kralupy nad Vltavou, Praha, Slaný, Středokluky, Velvary. O víkendu jezdily autobusové linky do Kladna a Prahy.

## Pamětihodnosti
- Kaplička na návsi, se zvoničkou v patře, z 19. století
- Jasan v Třebusicích, památný strom v zahradě u potoka na jv. okraji obce
- Dvě archeologické lokality:
  - rozsáhlé germánské pohřebiště ze starší doby římské (1. století n. l.), objevené při stavbě silnice severovýchodně od obce roku 1921 a archeologicky prozkoumané v během následujících čtyř desetiletí, představuje jedno z nejvýznamnějších nalezišť tohoto období v celoevropském měřítku.
  - pohřebiště v prostoru bývalé pískovny na návrší při silnici do Brandýska, prozkoumané v letech 1955 až 1958. Doloženo je využití místa k pohřbívání v mnoha obdobích od eneolitu (zejm. kultura se šňůrovou keramikou a kultura zvoncových pohárů) až po slovanskou střední dobu hradištní (9. a 10. století), přičemž pozoruhodné je uspořádání pozdějších hrobů, které z velké části respektuje pohřby starších kultur. Vzhledem k dřívější příslušnosti Holous pod větší sousední obec se tato lokalita v literatuře tradičně uvádí jako pohřebiště „u Brandýska“.

## Fotografie

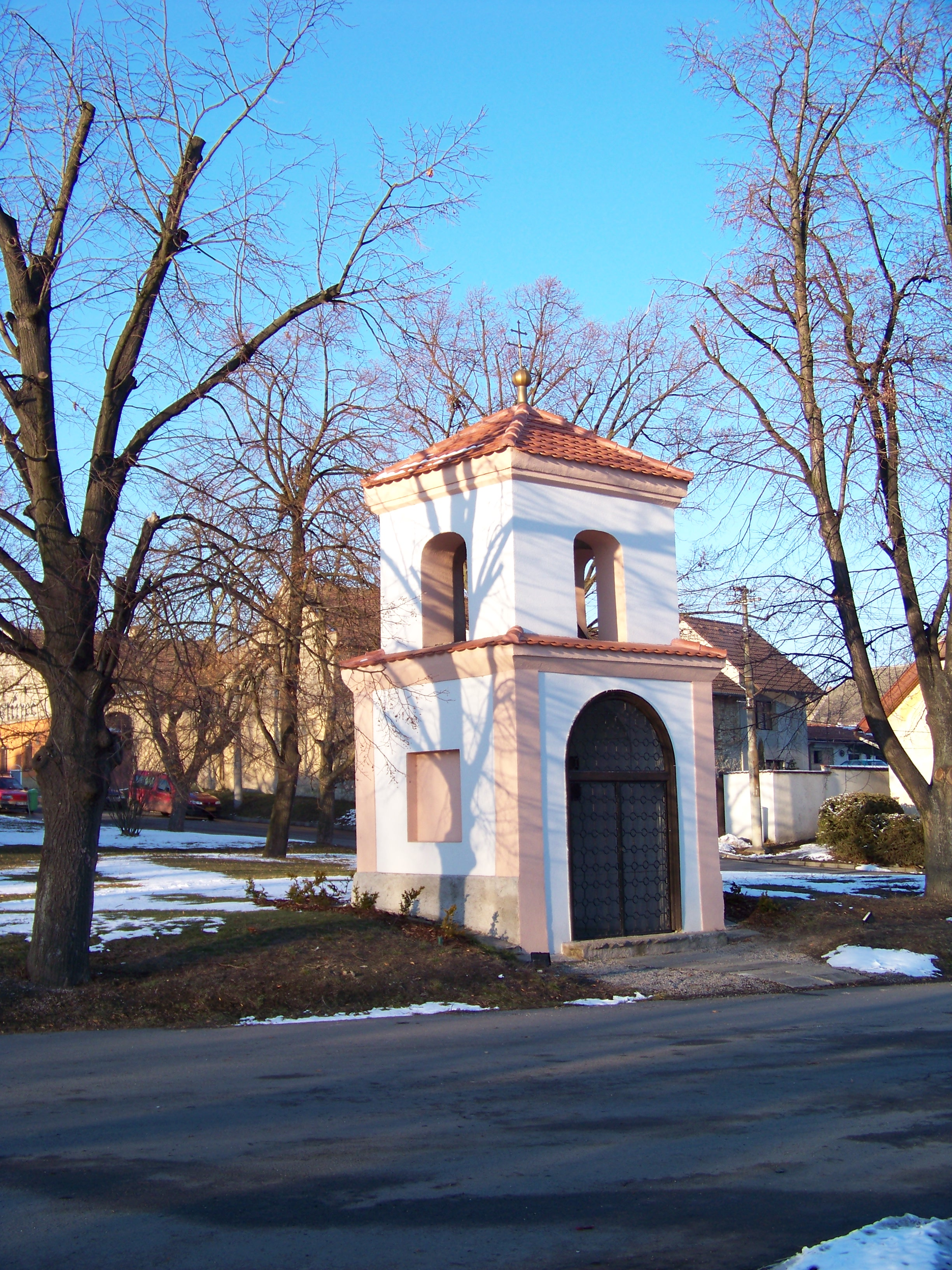
Kaplička na návsi
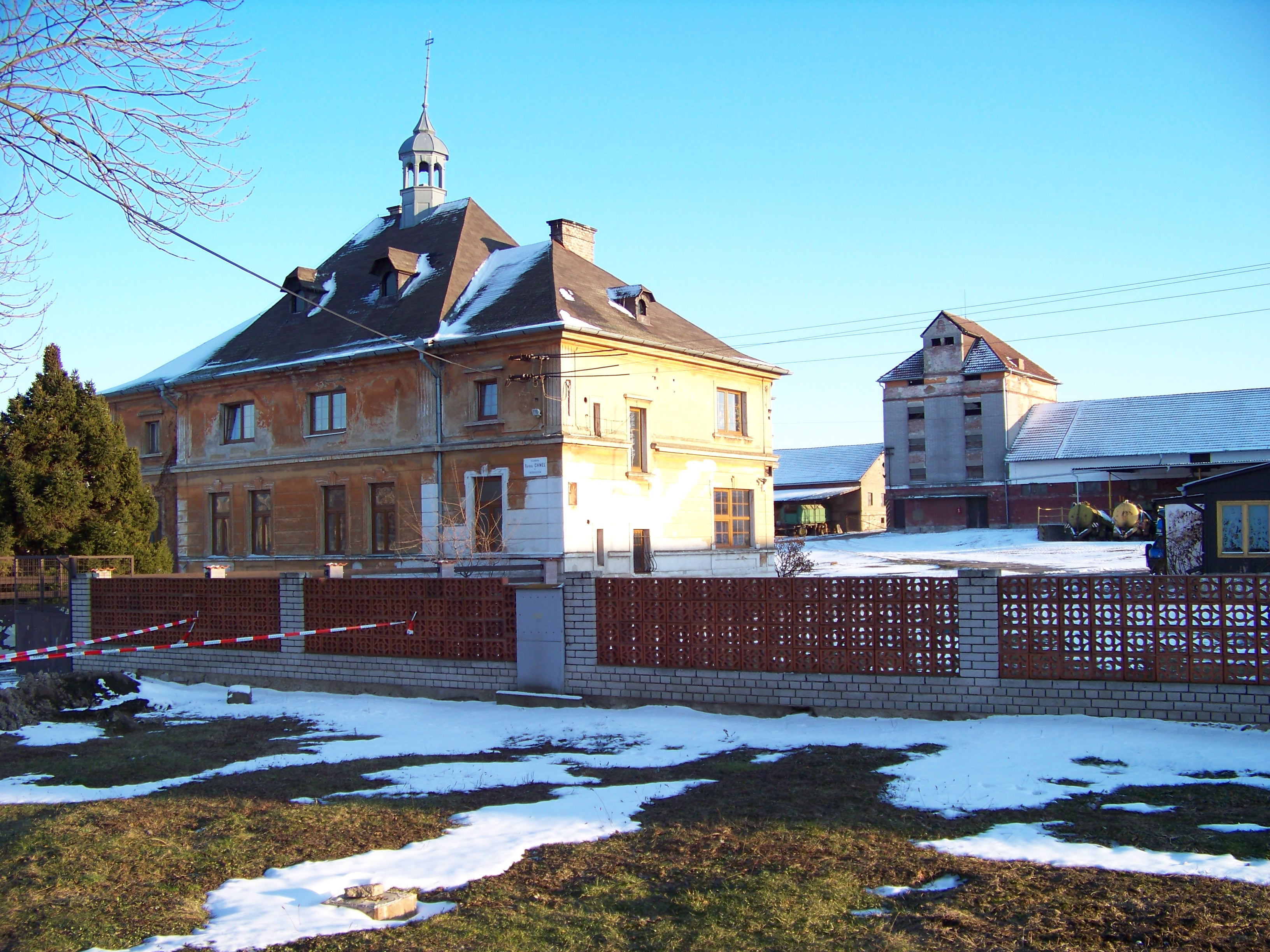
Farma Chmel
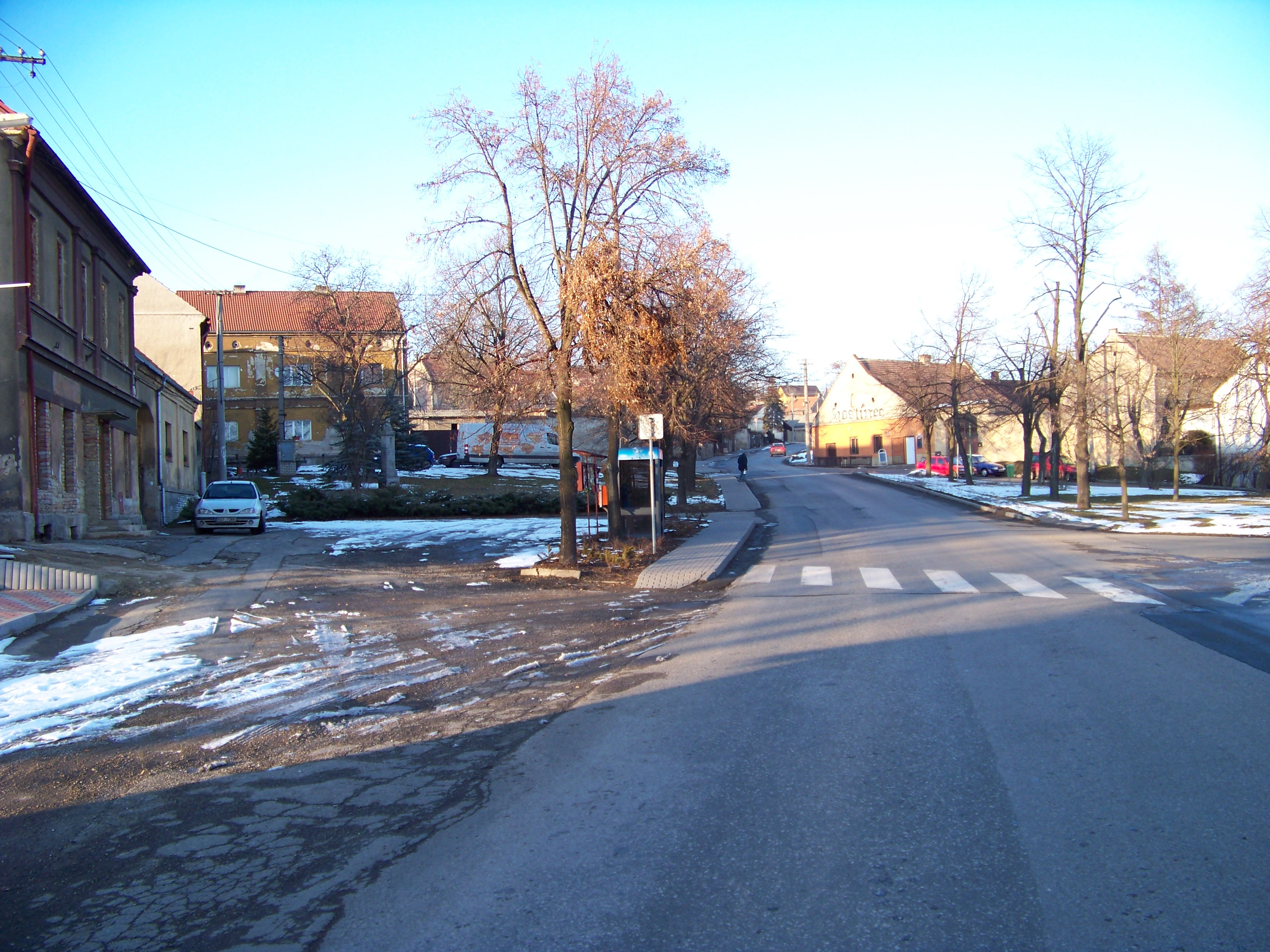
Náves

## Osobnosti obce
- Josef Švandrlík (15. února 1866, Třebusice, Čechy - 1917 Terst, Itálie)[11] malíř, stavitel, pedagog. Studoval na Akademii výtvarných umění v Praze (prof. František Sequens)[12] na akademiích v Antverpách a Paříži. Působil v Praze (studio v ul. Höflerova č. 10), rodných Třebusicích a v Itálii. Je autorem mnoha figurálních kompozic a obrazu Ukřižovaného (životní velikost) v kapli Nejsvětější Trojice na zámku Koleč[13], dnes se tam nenachází, snad byl přestěhován (havarijní stav zámku).